# Verkehrsverbund Rhein-Ruhr
Verkehrsverbund Rhein-Ruhr (VRR, z niem. związek komunikacyjny Renu-Ruhry) – założony 1 stycznia 1980 r. który skada się z 7 powiatów i 19 miast na prawach powiatu oraz 9 operatory kolejowe i 28 komunalnych przedsiębiorstw komunikacyjnych – powstał z największych w Europie.
„Nahverkehrs-Zweckverband Niederrhein“ jest odpowiedzialny dla obydwie powiaty Kleve i Wesel. „Zweckverband Verkehrsverbund Rhein-Ruhr“ zajmuje się o wszystkie innych miejscowośći. Związek „Zweckverband VRR Eigenbetrieb Fahrzeuge und Infrastruktur“ zamawia usługi przewozowe pociągami Regional-Express, Regionalbahn i S-Bahn u przewoźników kolejowych i kontroluje ich wykonanie. Związek zajmuje się również finansowaniem publicznego transportu zbiorowego w miastach i powiatach.
VRR koordynuje natomiast komunikację na drogach – poprzez organizację i koordynację usług przewozowych pod względem jakości i serwisu. Zajmuje się też rozbudową sieci kolei miejskiej (Stadtbahn), systemem taryfowym oraz sprzedaje bilety i wykonuje pracę marketingową, promując transport publiczny.

## Obszar działania VRR

Podział na powiaty Północnej Nadrenii-Westfalii, tutaj: obszar VRR

Obszar, na jakim działa VRR obejmuje 7 305 km², zamieszkanych przez 8 milionów mieszkańców. Rozciąga się od Dorsten na północy i Dortmundu na wschodzie po Langenfeld (Rheinland) na południu i Mönchengladbach i granicę z Niderlandy na zachodzie.
VRR graniczy ze związkami komunikacyjnymi: na północy oraz na wschodzie z związku komunikacyjny Westfalentarif, na południu z związku komunikacyjny Rhein-Sieg oraz z związku komunikacyjny Aachener Verkehrsverbund i na zachodni z Niderlandy.

## Liczby
W 2025 r. obsługiwano:
- 1 125 linii, z tego:
  - w ruchu kolejowym:
    - 20 linii pociągów ekspresowych Regional-Express
    - 19 linie pociągów osobowych Regionalbahn
    - 12 linii szybkiej kolei miejskiej S-Bahn

  - w komunikacji miejskiej:
    - 15 linii kolei miejskiej Stadtbahn
    - 50 linie tramwaju [Straßenbahn]
    - 3 linie kolejki wiszącej [H-Bahn] (2 w Dortmundzie i 1 w Düsseldorfie)
    - 1 linię kolei podwieszanej (Wuppertaler Schwebebahn)
    - 1 007 linii autobusowych
- długość trasy: 299,9 million kilometry

## Przedsiębiorstwa transportowe zrzeszone w VRR
Komunalne przedsiębiorstw komunikacyjnych to:
| - Bahnen der Stadt Monheim - Bochum-Gelsenkirchener Straßenbahnen - BVR Busverkehr Rheinland - Dortmunder Stadtwerke - Duisburger Verkehrsgesellschaft - Flughafen Düsseldorf - Hagener Straßenbahn - Kreisverkehrsgesellschaft Mettmann - Kraftverkehr Gerresheim - Kraftverkehr Schwalmtal von der Forst - Look Busreisen - NEW mobil und aktiv - NEW mobil und aktiv Viersen - Niederrheinische Verkehrsbetriebe | - Rheinbahn - Ruhrbahn - Stadtbus Dormagen - Stadtwerke Neuss - Stadtwerke Remscheid - Stadtwerke Solingen - Stadtwerke Oberhausen - Straßenbahn Herne–Castrop-Rauxel - Stadtwerke Krefeld - Verkehrsgesellschaft der Stadt Velbert - Verkehrsgesellschaft Ennepe-Ruhr - Verkehrsgesellschaft Hilden - Vestische Straßenbahnen - Wuppertaler Stadtwerke |

Operatory kolejowe to:
| - DB Fernverkehr - DB Regio - eurobahn - Hessische Landesbahn - National Express Rail | - Regiobahn - Transdev Rhein-Ruhr - TRI Train Rental - VIAS Rail |

## Miejscowośći w VRR
| - Bochum - Bottrop - Dortmund - Duisburg - Düsseldorf - Essen - Gelsenkirchen - Hagen - Herne - Krefeld - Mönchengladbach - Mülheim | - Neuss - Oberhausen - Remscheid - Solingen - Wuppertal - Powiat Ennepe-Ruhr - Powiat Mettmann - Powiat Recklinghausen - Powiat Rhein-Kreis Neuss - Powiat Viersen - Powiat Kleve - Powiat Wesel |

Dodatkowo taryfa VRR jest honorowana na wszystkich liniach autobusowych i taxibus w Lünen, Bergkamen, Kamen, Unna, Holzwickede i Schwerte, jezeli pasager podróżuje od lub do kraju VRR.